# Пичке Сарче
Пичке́ Са́рче или Яга́ткинское, Карма́н-Сирми́нское, Ойка́с-Аба́шское городи́ще (чув. Пичке Сӑрчӗ) — многослойный археологический памятник эпохи поздней бронзы, конца раннего железного века и позднего Средневековья, расположенный в Моргаушском районе Чувашской Республики.

## Название
Название городища Пичке Сарче связано с чув. пичке — «бочка» (слово заимствовано из русского языка) и  сӑрт(чӗ) — «возвышенность, холм».
Другое название городища, «Карман-Сирминское», происходит от названия деревни Карман-Сирма, вошедшей в состав деревни Ойкас-Абаши в 1963 году. В свою очередь, топоним Карман-Сирма является сочетанием двух чувашских слов: карман — «укрепление, крепость» и ҫырма — «овраг, небольшая речка», что позволяет предположить связь названия деревни и городища Пичке Сарче.

## География
Городище находится в удалении от автомобильных дорог, в 10 км от села Моргауши и в 40 км от города Чебоксары. Оно расположено между населёнными пунктами Ойкас-Абаши и Ягаткино, в 100 метрах к северо-северо-востоку от деревни Ойкас-Абаши, на вытянутом мысу, образованном двумя глубокими оврагами — безымянным и «Тепти вар», которые сливаются и впадают слева в малую реку Ербаш.

## История изучения
Впервые городище было осмотрено одним из крупнейших исследователей чувашского народа В. К. Магницким в 1889 году.
В 1907 году этнограф из Нижнего Новгорода И. К. Зеленов посетил городище в сопровождении И. Д. Никитина (Юркки), зафиксировав увиденное на фотопленку.
В 1954 году разведочной экспедицией Саратовского педагогического института под руководством П. В. Степанова были проведены небольшие раскопки, в ходе которых было изучено три шурфа.
В период с 1958 по 1960 годы городище было объектом исследования отряда Чувашской археологической экспедиции под руководством Н. В. Трубниковой. В 1958 году было проведено исследование поселения (селища по классификации Н. В. Трубниковой) за валом (72 м²) и части городища; изучен внешний (второй) вал городища. В 1960 раскопана почти вся остальная площадка городища (около 900 м²), а также изучен внутренний (первый) вал.
В период с 1970 по 1980 годы в процессе строительства плотины пруда была частично уничтожена внутренняя площадка (примерно на 50%), при этом сохранились валы, ров и небольшая часть внутренней площадки; в настоящее время наблюдается разрушение южной стороны.
В 1999 году экспедиция ЧГИГН и ЧГУ под руководством Е.П. Михайлова провела ряд небольших работ.

## Описание городища
Данный памятник датируется периодом с I по III век нашей эры.
Учитывая присутствие значительных элементов прикамской и пьяноборской культур, Н.В. Трубникова и А.П. Смирнов отнесли его к позднему этапу городецкой культуры. П.Д. Степанов отнес его к пьяноборской культуре, а А.Х. Халиков, В.Н. Шитов, А.И. Белоцерковская и другие исследователи – к памятникам писеральско-андреевского типа.
Городище было обитаемо и в более позднее время. К 16–17 векам относятся небольшая прямоугольная землянка с очагом в середине, гончарная керамика с примесью песка, длинный прямой железный нож и бронзовый браслет.
Городище расположено на вытянутом узком мысу, ориентированном с северо-востока на юго-запад, и ограничено двумя оврагами. Площадка имеет ровную поверхность с незначительным уклоном к северо-западу. Со стороны поля, с северо-востока, городище защищено двумя валами и рвом между ними.
Внутренний вал характеризуется следующими параметрами: длина до 30 м, ширина до 25 м. Внешний (напольный) вал имеет длину до 22 м и ширину до 20 м. Высота валов достигает 2 м. Общая длина городища составляет 100 м, ширина варьируется в диапазоне от 17 до 40 м. Толщина культурного слоя варьируется от 0,2 до 1,2 м. Объект имеет трёхслойную структуру. Древние, сильно перемешанные наслоения сохранились у внутреннего вала (1-го) и под ним, в центре и по краям площадки.
Наличие следов золы и угля указывает на уничтожение городища в результате масштабного пожара.

## Находки
В ходе археологических изысканий на городище были обнаружены многочисленные фрагменты керамики, относящиеся к хуласючскому этапу балановской культуры, а также обломки глиняной ложечки (предположительно, льячки) и обушковой части каменного сверлёного топора. 
Во втором, основном и наиболее мощном слое были обнаружены следы оборонительных сооружений и жилых комплексов. Были найдены остатки 13 наземных жилых построек столбовой конструкции небольших размеров (4Ѕ8,4 м, 4Ѕ10 м и др.). Конструкция стен зданий была выполнена из вертикально установленных бревен диаметром 20–30 см, а пространство между ними заполнено легким строительным материалом, аналогичным плетню. Наружные конструкции были оштукатурены глиной. Внутри каждого жилища обнаружены остатки одного-двух очагов, представляющих собой небольшие углубления, обрамленные камнями. Обнаружено несколько очагов с глиняными грузилами, что позволяет предположить, что в этих местах осуществлялся их обжиг.  
Внутренняя конструкция валов представляла собой несколько рядов вертикально вкопанных и вбитых брёвен, между которыми располагались деревья, чередующиеся слоями земли и обожженной глины. В основании внутреннего (первого) вала поверх бревенчатой конструкции были обнаружены кости животных, отдельные обломки керамики и фрагменты берестяной чашечки, имевшие культовое назначение.  
Среди других находок:  
- практически неорнаментированная лепная керамика баночной формы с включением шамота в тесте,
- кости животных,
- каменные зернотёрочные плитки,
- точильные бруски,
- грузила,
- глиняные пряслица,
- рыболовные грузила различных форм,
- шарики,
- фигурки животных.

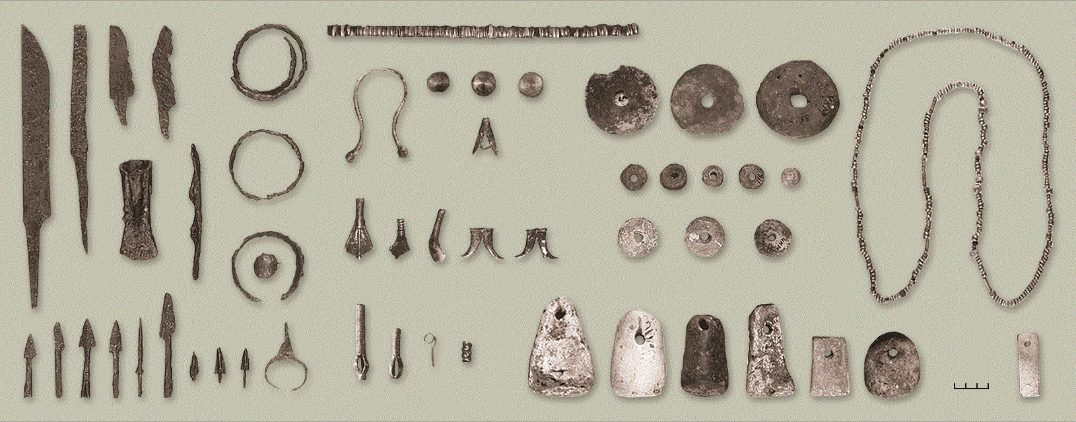
Находки городища Пичке Сарче.

Также были обнаружены орудия труда, предметы вооружения и конского снаряжения (железные ножи, шилья, кельты, наконечники стрел разных типов, навершие меча, удила, псалии и др.), а также украшения (железные и бронзовые браслеты, бляшки, кольцевая застёжка, кольцо, пронизи, подвеска-лунница с выемчатой эмалью, бронзовая подвеска в виде гусиных лапок, бронзовые и серебряные подвески в виде загнутых рогов, мелкие глиняные и стеклянные голубые и золочёные бусы и т.д.).
Некоторые ювелирные изделия были частью клада, обнаруженного в одном из жилых зданий.